# 데스마레가시주머니생쥐
데스마레가시주머니생쥐(Heteromys desmarestianus)는 주머니생쥐과에 속하는 설치류의 일종이다. 콜롬비아와 코스타리카, 엘살바도르, 과테말라, 온두라스, 멕시코, 니카라과 그리고 파나마에서 발견된다.